# Вільхівка (Рівненський район)
Вільхі́вка — село в Україні, входить до Березнівської міської громади у Рівненському районі (до адміністративно-територіальної реформи 2020 р. у Березнівському районі) Рівненської області. Населення становить 450 осіб (2022 рік).

## Історія
12 червня 2020 року, відповідно до розпорядження Кабінету Міністрів України № 722-р від «Про визначення адміністративних центрів та затвердження територій територіальних громад Рівненської області», увійшло до складу Березнівської міської громади.
19 липня 2020 року, в результаті адміністративно-територіальної реформи та ліквідації Березнівського району, село увійшло до складу Дубенського району.

## Населення
За переписом населення 2001 року в селі мешкало 448 осіб.

### Мова
Розподіл населення за рідною мовою за даними перепису 2001 року:
| Мова       | Відсоток |
| ---------- | -------- |
| українська | 99,78 %  |
| російська  | 0,22 %   |

У селі є Свято-Вознесенський храм, який постав з колишнього старого шкільного приміщення, яке, у свою чергу, було переобладнане для "храму науки" з довоєнної німецької кірхи, до споруди добудували притвор, куполи та по церковному обладнали в середині.